# Rhineimegopis sabahensis
Rhineimegopis sabahensis là một loài bọ cánh cứng trong họ Cerambycidae.